# 8061 Gaudium
8061 Gaudium è un asteroide della fascia principale. Scoperto nel 1975, presenta un'orbita caratterizzata da un semiasse maggiore pari a 3,1767447 UA e da un'eccentricità di 0,1878805, inclinata di 2,23423° rispetto all'eclittica.